# Mordacia
Mordacia es el único género de la familia de peces Mordaciidae. Sus 3 especies habitan en aguas templado-frías del hemisferio sur y son denominadas comúnmente lampreas.

## Taxonomía
Descripción original
Mordacia fue descrito originalmente en el año 1851 por el naturalista y zoólogo inglés John Edward Gray.

## Distribución geográfica y subdivisión
Esta familia es endémica del hemisferio sur. Cuenta con un único género, Mordacia, el cual está integrado por 3 especies.
En Sudamérica

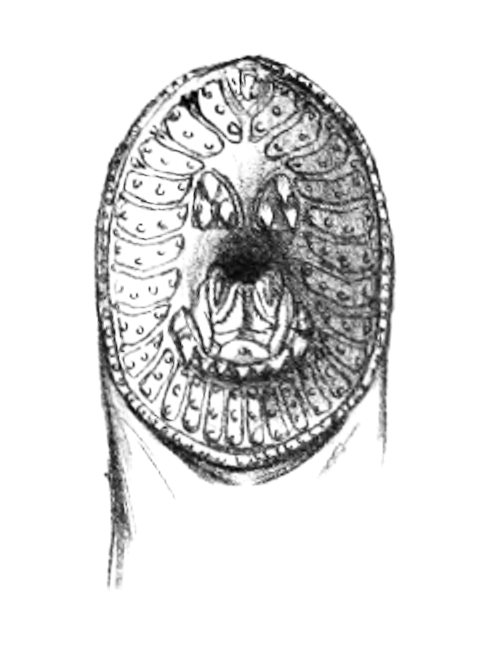
Vista ventral de la boca de una lamprea chilena adulta (Mordacia lapicida).

- Mordacia lapicida (J. E. Gray, 1851) Vive en las aguas templado-frías y frías del océano Pacífico que bañan la porción sudoccidental del Cono Sur de Sudamérica. Para reproducirse, penetra en ríos de agua dulce del centro y sur de Chile. Habita desde Valparaíso por el norte hasta el archipiélago de Tierra del Fuego por el sur.[2][3]

En Oceanía
- Mordacia mordax (J. Richardson, 1846)

Los adultos alcanzan longitudes de 50 cm. Viven en el mar, parasitando a otros peces. Se introducen en los ríos de agua dulce del sudeste de Australia y sur de Tasmania y migran corriente arriba para reproducirse. Sus larvas permanecen en agua dulce hasta la metamorfosis, generalmente migrando hacia el mar alrededor de 3 a 4 años después de la eclosión.
- Mordacia praecox Potter, 1968 es una especie de lamprea no-parásita, exclusivamente dulceacuícola, la cual habita en ríos del sudeste de Australia.[6][7]

## Características y hábitos
El único género de esta familia, Mordacia, está compuesto por 2 especies anádromas y parásitas de otros peces —en una etapa de su vida— y por una especie exclusiva del agua dulce, que en ninguna etapa de su vida se comporta como parásita. 
Mordacia se caracteriza por presentar aletas dorsales separadas, por tener el intestino de su larva un divertículo bien desarrollado y por contar con 76 cromosomas. Las especies mayores superan los 50 cm de longitud. Tienen un cuerpo alargado, bolsa gular y un disco bucal papiloso y amplio.
La alimentación de las larvas (estado ammocoetes) es del tipo filtradora-micrófaga. En esta etapa viven enterradas en el lecho fangoso de las márgenes de los ríos. En el caso de las especies anádromas, transcurrido el periodo larval, sufren metamorfosis y migran hacia el mar (fase macroftalmia), donde transcurre la etapa de su vida en que se alimentan de los fluidos y tejidos corporales de sus hospedadores, otros peces, a los cuales parasita (fase hipermetamórfica). Al alcanzar la fase adulta en la cual están maduras sexualmente, por lo que retornan a los ríos a desovar y morir.